# Copa Interclubs de la UNCAF
La Copa de la UNCAF de clubs o Copa Interclubs de la UNCAF és una competició anual de futbol organitzada per la UNCAF i que enfronta els millors equips d'Amèrica Central.
Hi prenen part els campions de cada lliga nacional de cada país. La competició proporcionava tres places per la Copa de Campions de la CONCACAF, però a partir del 2008, amb la creació i expansió de la Lliga de Campions de la CONCACAF, el torneig deixà de servir com a fase de classificació per a aquesta.
La competició ha rebut diverses denominacions:
- Copa Fraternitat Centre-americana de 1971 a 1983.
- Torneig Grans de Centreamèrica de 1996 a 1998.
- Copa Interclubs de la UNCAF des del 1999.

Resum dels principals campionats de la CONCACAF de clubs:
| Continentals | Continentals                                                                                        | Continentals                                                                                    |
| --- | --------------------------------------------------------------------------------------------------- | ----------------------------------------------------------------------------------------------- |
| Campionat de la CCCF (1959-1961) Lliga/Copa de Campions (1962-avui) Recopa de la CONCACAF (1991-1998) Copa Gegants de la CONCACAF (2001) | |                                                                                                 |
| Amèrica del Nord | Amèrica Central                                                                                     | Carib                                                                                           |
| Superlliga Nord-americana (2007-2010) Campeones Cup (2018-avui) Leagues Cup (2019-avui)                                                  | Copa Interclubs UNCAF (1971-2007) Lliga de la CONCACAF (2017-2022) Copa Centreamericana (2023-avui) | Campionat de clubs CFU (1997-2022) Caribbean Club Shield (2018-avui) Copa del Carib (2023-avui) |

## Historial
Font:
| Any                               |                                   | Final                             | Final                             | Final                             |                                   | Consolació                        | Consolació                        | Consolació                        |
| Any                               | Campió                            | Resultat                          | Finalista                         | 3a Posició                        | Resultat                          | 4a Posició                        |                                   |                                   |
| Copa Fraternitat Centre-americana | Copa Fraternitat Centre-americana | Copa Fraternitat Centre-americana | Copa Fraternitat Centre-americana | Copa Fraternitat Centre-americana | Copa Fraternitat Centre-americana | Copa Fraternitat Centre-americana | Copa Fraternitat Centre-americana | Copa Fraternitat Centre-americana |
| --------------------------------- | --------------------------------- | --------------------------------- | --------------------------------- | --------------------------------- | --------------------------------- | --------------------------------- | --------------------------------- | --------------------------------- |
| 1971                              | CSD Comunicaciones                | lligueta                          | Deportivo Saprissa                | CS Herediano                      | lligueta                          | Atletico Marte                    |                                   |                                   |
| 1972                              | Deportivo Saprissa                | 1 - 1 / 1 - 0                     | Aurora FC                         | CS Herediano · UNAH               | [ b ]                             |                                   |                                   |                                   |
| 1973                              | Deportivo Saprissa                | lligueta                          | CD Águila                         | LD Alajuelense                    | lligueta                          | CSD Comunicaciones                |                                   |                                   |
| 1974                              | CSD Municipal                     | lligueta                          | Deportivo Saprissa                | CD Águila                         | lligueta                          | Aurora FC                         |                                   |                                   |
| 1975                              | Platense                          | lligueta                          | Aurora FC                         | CS Herediano                      | lligueta                          | Deportivo Saprissa                |                                   |                                   |
| 1976                              | Aurora FC                         | lligueta                          | CSD Comunicaciones                | Deportivo Saprissa                | lligueta                          | CD Águila                         |                                   |                                   |
| 1977                              | CSD Municipal                     | lligueta                          | CSD Comunicaciones                | CD Águila                         | lligueta                          | Deportivo México                  |                                   |                                   |
| 1978                              | Deportivo Saprissa                | lligueta                          | CS Cartaginés                     | CSD Comunicaciones                | lligueta                          |                                   |                                   |                                   |
| 1979                              | Aurora FC                         | 1 - 0 / 0 - 0                     | Real España                       | Atletico Marte · CSD Municipal    | [ b ]                             |                                   |                                   |                                   |
| 1980                              | CD Broncos                        | lligueta                          | Alianza FC                        | FAS                               | lligueta                          |                                   |                                   |                                   |
| 1981                              | Real España                       | lligueta                          | CD Olimpia                        | CD Marathón                       | lligueta                          |                                   |                                   |                                   |
| 1982                              | Real España                       | 2 - 1 / 0 - 0                     | Club Xelajú MC                    |                                   | [ b ]                             |                                   |                                   |                                   |
| 1983                              | CSD Comunicaciones                | lligueta                          | Aurora FC                         | CD Águila                         | lligueta                          |                                   |                                   |                                   |
| 1984                              | no finalitzà                      | no finalitzà                      | no finalitzà                      | no finalitzà                      | no finalitzà                      | no finalitzà                      |                                   |                                   |
| Torneig Grans de Centreamèrica    |                                   |                                   |                                   |                                   |                                   |                                   |                                   |                                   |
| 1996                              | LD Alajuelense                    | lligueta                          | Deportivo Saprissa                | CSD Comunicaciones                | lligueta                          | CSD Municipal                     |                                   |                                   |
| 1997                              | Alianza FC                        | 1 - 0                             | Deportivo Saprissa                | LD Alajuelense · CSD Municipal    | [ b ]                             |                                   |                                   |                                   |
| 1998                              | Deportivo Saprissa                | 2 - 1                             | CSD Municipal                     | Real España · CD Olimpia          | [ b ]                             |                                   |                                   |                                   |
| Copa Interclubs de la UNCAF       |                                   |                                   |                                   |                                   |                                   |                                   |                                   |                                   |
| 1999                              | CD Olimpia                        | lligueta                          | LD Alajuelense                    | Deportivo Saprissa                | lligueta                          | CSD Comunicaciones                |                                   |                                   |
| 2000                              | CD Olimpia                        | lligueta                          | LD Alajuelense                    | Real España                       | lligueta                          | CSD Municipal                     |                                   |                                   |
| 2001                              | CSD Municipal                     | lligueta                          | Deportivo Saprissa                | CD Olimpia                        | lligueta                          | CSD Comunicaciones                |                                   |                                   |
| 2002                              | LD Alajuelense                    | lligueta                          | CD Árabe Unido                    | CD Motagua                        | lligueta                          | CSD Comunicaciones                |                                   |                                   |
| 2003                              | Deportivo Saprissa                | 3 - 2                             | CSD Comunicaciones                | LD Alajuelense                    | 2 - 0                             | CSD Municipal                     |                                   |                                   |
| 2004                              | CSD Municipal                     | lligueta                          | Deportivo Saprissa                | CD Olimpia                        | lligueta                          | FAS                               |                                   |                                   |
| 2005                              | LD Alajuelense                    | 1 - 0 / 0 - 1 (4-2 p)             | CD Olimpia                        | Deportivo Saprissa                | 2 - 0 / 0 - 2 (5-3 p)             | Pérez Zeledón                     |                                   |                                   |
| 2006                              | Puntarenas FC                     | 3 - 2 / 0 - 1 (3-1 p)             | CD Olimpia                        | Deportivo Marquense               | 3 - 0 / 1 - 1                     | CD Victoria                       |                                   |                                   |
| 2007                              | CD Motagua                        | 1 - 1 / 1 - 0                     | Deportivo Saprissa                | CSD Municipal                     | 3 - 0 / 0 - 1                     | LD Alajuelense                    |                                   |                                   |

1. 1 2 3 4 5 6 7 8 9 10 11 12 13 14 15 16 17 18 19 20 21 22 23 24 25 26 27 28 29 30 31 32  No es disputà la final. El campió es decidí en una lliga final. El 1978, 1980, 1981 i 1983, al torneig final només hi prengueren part tres equips.
2. 1 2 3 4 5  No es disputà partit per determinar la tercera posició.